# Laemophloeus pusillimus
Laemophloeus pusillimus is een keversoort uit de familie dwergschorskevers (Laemophloeidae). De wetenschappelijke naam van de soort werd in 1843 gepubliceerd door Carl Gustaf Mannerheim.